# Compass Point Studios

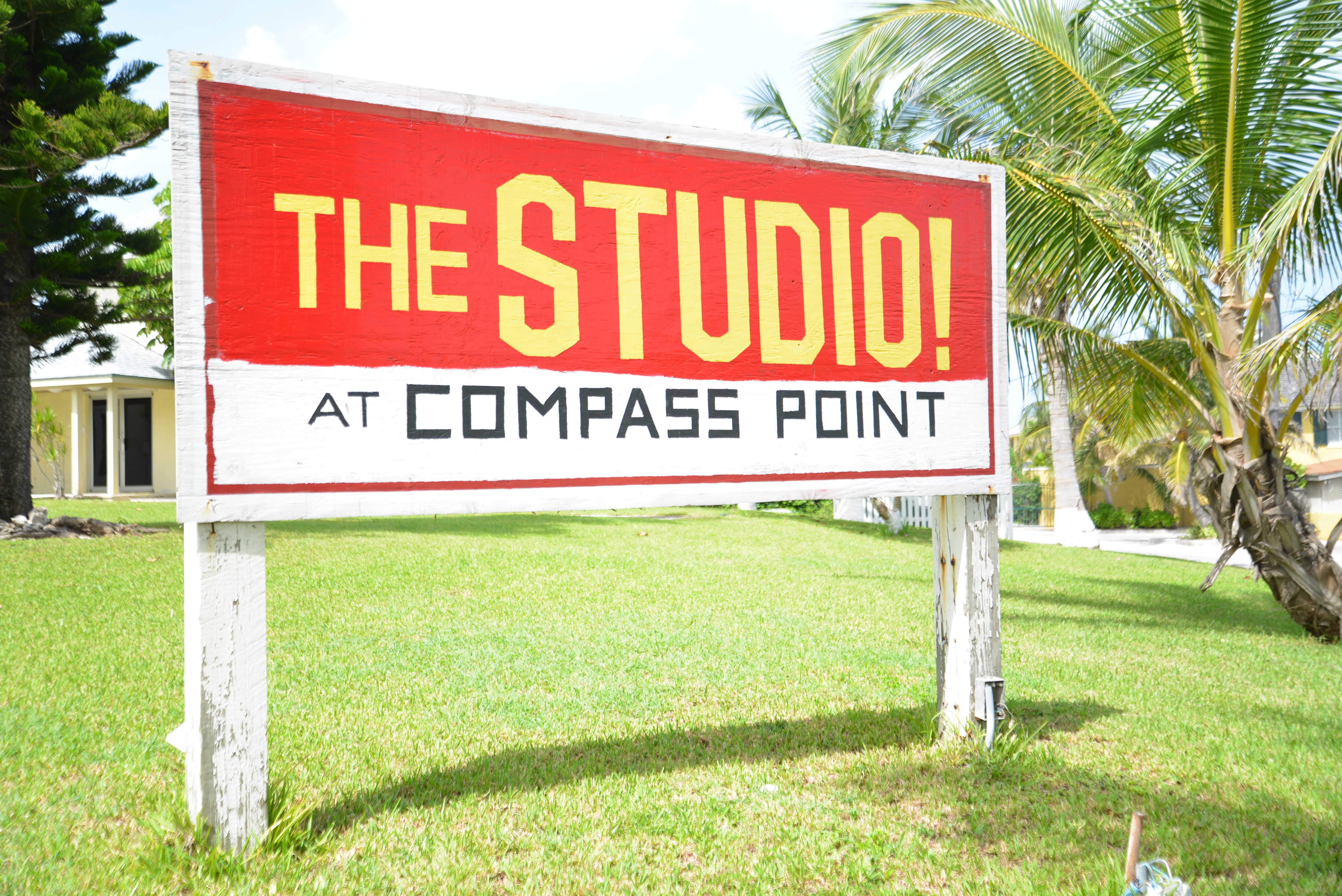
Compass Point Studios

Compass Point Studios är en musikstudio som finns på Bahamas. Den skapades 1977 av Chris Blackwell som även startade Island Records och som var producent åt Bob Marley. Det legendariska rockbandet AC/DC spelade in sitt hitalbum Back in Black där 1980. De spelade även in sitt album Flick of the Switch i Compass Point Studios, 1983. Även andra artister som Iron Maiden, The Rolling Stones, Robert Palmer, Grace Jones, Jimmy Buffett, Emerson, Lake & Palmer, Shania Twain, Mariah Carey, Celine Dion, Björk och U2 har spelat in album i denna studio.